# Cancrion needleri
Cancrion needleri är en kräftdjursart som beskrevs av Arthur Sperry Pearse och Walker 1939. Cancrion needleri ingår i släktet Cancrion och familjen Entoniscidae. Inga underarter finns listade i Catalogue of Life.